# 二宮町立一色小学校
二宮町立一色小学校（にのみやちょうりつ いっしきしょうがっこう）は、神奈川県中郡二宮町百合が丘2丁目にある公立小学校。

## 沿革
- 1965年（昭和40年）5月 - 「二宮町立一色小学校」開校[1]。
- 1974年（昭和49年） - 創立10周年事業[1]。
- 1985年（昭和60年） - 創立20周年事業[1]。
- 1994年（平成6年） - 創立30周年事業[1]。
- 2009年（平成21年） - 創立45周年事業[1]。
- 2014年（平成26年） - 創立50周年事業[1]。